# Македон Павло Павлович
Павло́ Па́влович Македо́н (?, Київська губернія, Російська імперія — ?) — старшина Дієвої Армії УНР.

## Життєпис
Народився на Київщині.
У російській армії — штабс-капітан (у спогадах О. Вишнівського помилково згадується як полковник).
У січні 1919 року — комендант ст. Бровки. З 1 березня 1919 року — начальник бойової ділянки на т. зв. Київському фронті Дієвої Армії УНР. З 22 серпня 1919 року — у резерві старшин Головного управління Генерального штабу Дієвої Армії УНР.
Подальша доля невідома.